# La florería de Sofía
La florería de Sofía es una serie infantil estrenada en México el 1 de abril de 2011 por el canal de cable Disney Junior, además de transmitirse en el bloque de Disney Channel para la zona norte de América Latina y está protagonizada por María Inés Guerra y David Muri.

## Sinopsis
La florería de Sofía es un programa que apunta el desarrollo emocional de los niños, tanto en lo social y emocional, en donde surgirán cuestionamientos e infinidad de dudas, las cuales darán pauta a juegos, bailes, canciones, todo en un ambiente colorido, lleno de alegría, en un contexto rodeado de naturaleza y sobre todo diversión.
Cada episodio contiene un aprendizaje que estimula a los niños a reforzar la comprensión, el trabajo en equipo y el desarrollo de las relaciones humanas.

## Personajes
- Sofía (María Inés): Es la florista y dueña de la florería, mientras hace sus labores no pierde oportunidad de disfrutar de la búsqueda de las soluciones a las aventuras y desventuras de su amigo Timoteo a través de sus consejos y canciones, todo en una bonita colonia llamada Flores Blancas.

- Timoteo (Javier): Es un topo amigo que pasa los días junto a Sofía en la florería, porque para él no hay mejor lugar, ya que tiene todo un mundo que descubrir, tiene un oso de felpa llamado Bobby.

- Abril (Seidy): Es una vecina de la florería, comparte el gusto por la música con Sofía, siempre la visita para divertirse y aprender junto a su mejor amigo Timoteo.

- Señor (David Muri): Es un múltiple personaje que representa a todos los hombres del mundo, con el fin de dar una solución a cada situación, encarna a diferentes personajes como un chef, astronauta, piloto y el cartero, este último está enamorado de Sofía.

## Canciones
Durante cada episodio es interpretada una canción la cual refleja la situación en que viven los personajes en el día a día.
- Datos: Q5966726